# Poulaines
Poulaines é uma comuna francesa na região administrativa do Centro, no departamento Indre. Estende-se por uma área de 45,55 km². Em 2010 a comuna tinha 854 habitantes (densidade: 18,7 hab./km²).